# Погрібний Данило Кононович
Данило Кононович Погрібний (1896, Будо-Орловецька — 10 квітня 1965) — Герой Радянського Союзу, в роки радянсько-німецької війни стрілець 933-го стрілецького полку (254-а стрілецька дивізія, 52-а армія, 2-й Український фронт), червоноармієць.

## Біографія
Народився в 1896 році в селі Будо-Орловецька (нині Городищенського району Черкаської області) в сім'ї селянина. Українець. Освіта початкова. Працював у колгоспі. У 1929 році переїхав на Донбас. Працював у шахті.
У Червоній Армії і на фронті з березня 1944 року. Відзначився в ході Умансько-Ботошанської наступальної операції. 2 квітня 1944 року полк розпочав вести запеклі бої з ворожим угрупованням за висоту 170, яка знаходилася на правому березі річки Прут на північний схід від міста Ясси (Румунія). Погрібний першим увірвався в траншею ворога, закидавши гранатами три кулеметні точки, знищив чотири автомашини з боєприпасами і двадцять двох фашистських солдатів. Противник здійснив ряд контратак, щоб відвоювати висоту. У цей день при відбитті контратак вогнем з автомата і в рукопашній сутичці знищив п'ятнадцять солдатів і офіцерів противника.
Указом Президії Верховної Ради СРСР від 13 вересня 1944 року за мужність, відвагу і героїзм, проявлені в боротьбі з німецько-фашистськими загарбниками, червоноармійцеві Погрібному Данилові Кононовичу присвоєно звання Героя Радянського Союзу з врученням ордена Леніна і медалі «Золота Зірка» (№ 5243).
Після війни старший сержант Погрібний Д. К. демобілізований. Жив і працював у рідному селі. Помер 10 квітня 1965 року.